# 土佐パーキングエリア

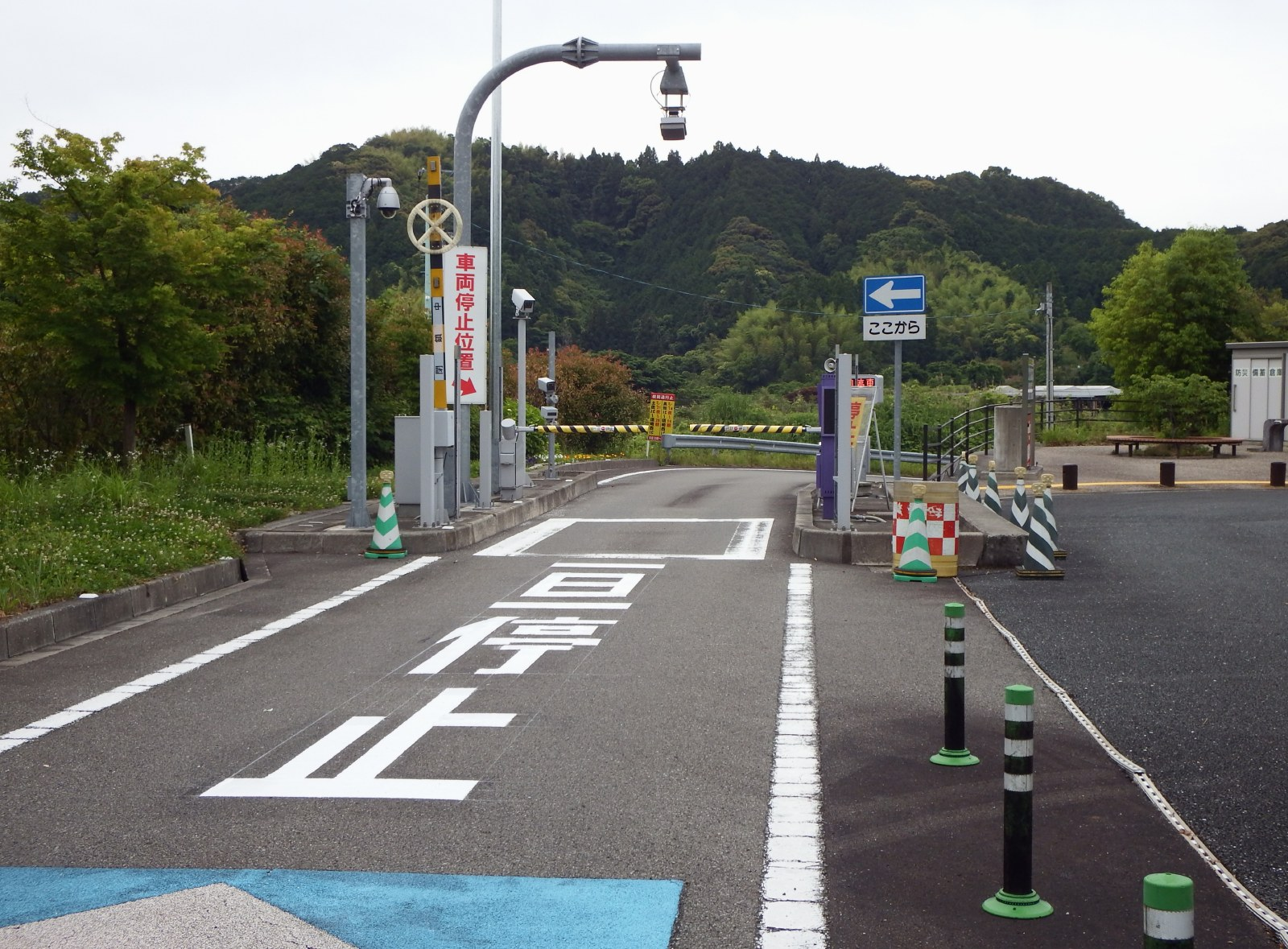
スマートIC（出口）

土佐パーキングエリア（とさパーキングエリア）は、高知県土佐市東鴨地にある高知自動車道のパーキングエリアである。スマートインターチェンジを併設する。
スマートICは高知方面のみ出入りできるハーフインターチェンジである。

## 道路
- E56 高知自動車道（13-1番）

直接接続
- 市道

間接接続
- 国道56号

## 施設

### 上り線（川之江・高知方面）
- 駐車場
  - 大型車 5台
  - 普通車 10台
  - トレーラー 2台
  - 二輪車（屋根付き） 4台
  - 身体障害者用（屋根付き） 1台
- トイレ
  - 男性 大x2 - (和式1・洋式1)・小x3
  - 女性 5 - (和式1・洋式4)
  - 車椅子用 1
- 自動販売機
- スマートインターチェンジ
  - 土佐PAスマートIC（入口専用）
    - 運用時間 24時間[2]
    - 対象車種 普通車（6m以下）・軽自動車・二輪自動車のみ

### 下り線（四万十市・須崎方面）
- 駐車場
  - 大型車 5台
  - 普通車 10台
  - トレーラー 2台
  - 二輪車（屋根付き） 4台
  - 身体障害者用（屋根付き） 1台
- トイレ

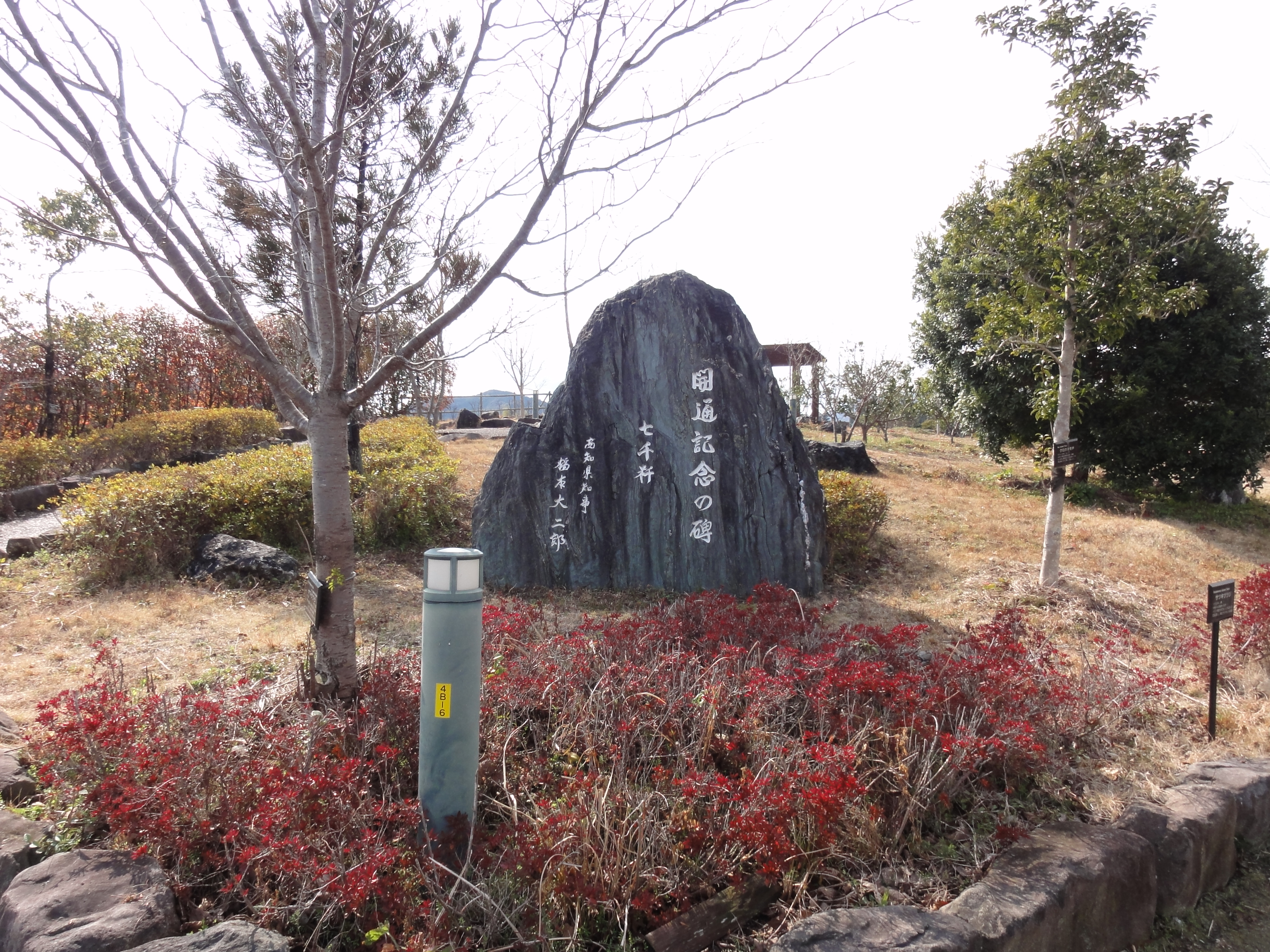

  - 男性 大x2 - (和式1・洋式1)・小x3
  - 女性 5 - (和式1・洋式4)
  - 車椅子用 1
- 自動販売機
- スマートインターチェンジ
  - 土佐PAスマートIC（出口専用）
    - 運用時間 24時間[2]
    - 対象車種 普通車（6m以下）・軽自動車・二輪自動車のみ
- 開通記念の碑 - 2002年9月、伊野IC-須崎東ICと山形上山IC-東根ICの開通により、7千Km達成を記念したもの

## 隣
E56 高知自動車道
(13) 土佐IC - 土佐PA/スマートIC - 須崎東TB - (14) 須崎東IC